# Danilo Gerlo
Danilo Telmo Gerlo (Los Quirquinchos, Provincia de Santa Fe, Argentina; 14 de marzo de 1979) es un exfutbolista argentino. Jugaba como marcador central, aunque también podía desempeñarse como lateral por derecha y de 9, y su primer equipo fue Central Córdoba de Rosario. Su último club antes de retirarse fue Plaza Colonia de Uruguay. 

## Trayectoria
Gerlo fue uno de los grandes protagonistas en el ascenso de Quilmes a la Primera División, gracias a lo cual llegó a River Plate. Es recordado en un partido contra Arsenal en el que, desgarrado y sin cambios disponibles, Gerlo optó por permanecer en cancha en la posición de delantero central, teniendo incluso una pelota de gol. En julio de 2009 dejó River tras rescindir su contrato.
En enero de 2010 se hizo pública su contratación por el Real Unión Club de Irún, club de la Segunda División de España. A finales de temporada se produjo el descenso de su nuevo equipo a la categoría inferior.

En el 2011, firmó con Arsenal de Sarandí de la Primera División de Argentina.
El 23 de enero de 2015 firmó con Platense para disputar el torneo de la Primera B Metropolitana, pero a menos de un mes de su llegada se le rescindió el contrato por malos rendimientos. En el Calamar solo disputó dos partidos amistosos de pretemporada (no llegó a debutar), fueron sendos triunfos por 2 a 0, sobre Colegiales y Banfield, respectivamente. A pesar de no jugar oficialmente, Gerlo intimo al club, logrando una indemnización de 700.000$ sin siquiera haber disputado un partido oficial.
En el segundo semestre de 2015 jugó el torneo Apertura de la Primera División de Uruguay para el club Plaza Colonia, retirándose de la actividad antes del comienzo del torneo Clausura.

## Clubes
| Club                       | País      | Año       |
| -------------------------- | --------- | --------- |
| Central Córdoba de Rosario | Argentina | 2000-2002 |
| Quilmes                    | Argentina | 2002-2004 |
| River Plate                | Argentina | 2004-2009 |
| Real Unión                 | España    | 2010      |
| Quilmes                    | Argentina | 2010-2011 |
| Arsenal de Sarandí         | Argentina | 2011-2013 |
| Unión de Santa Fe          | Argentina | 2013-2014 |
| Plaza Colonia              | Uruguay   | 2015      |

## Palmarés

### Campeonatos nacionales
| Título              | Club               | País      | Año    |
| ------------------- | ------------------ | --------- | ------ |
| Primera División    | River Plate        | Argentina | C-2008 |
| Primera División    | Arsenal de Sarandí | Argentina | C-2012 |
| Supercopa Argentina | Arsenal de Sarandí | Argentina | 2012   |
| Copa Argentina      | Arsenal de Sarandí | Argentina | 2013   |

### Otros logros
| Título                     | Club    | País      | Año  |
| -------------------------- | ------- | --------- | ---- |
| Ascenso a Primera División | Quilmes | Argentina | 2003 |